# Glucosa-6-fosfato
La glucosa-6-fosfato (también conocida como éster de Robison) es una molécula de glucosa fosforilada en el carbono 6. Es un compuesto muy común en las células, ya que la gran mayoría de glucosa que entra en la célula termina siendo fosforilada y convertida en glucosa-6-fosfato. Por ello, esta molécula presenta multitud de destinos posibles en el interior de la célula, entre los que cabe destacar dos rutas metabólicas de las más importantes:
- La glucólisis.
- La ruta de las pentosas fosfato.

Además, la glucosa-6-fosfato puede ser convertida en glucógeno o en almidón, como almacén energético depositado en el hígado o en el músculo. Se almacenará en forma glucógeno en la mayoría de los organismos pluricelulares y en forma de almidón intracelular o gránulos de glucógeno en el resto de organismos.

## Síntesis de glucosa-6-fosfato

### Desde glucosa
En el interior de la célula, la glucosa-6-fosfato es producida por la fosforilación de la glucosa en su carbono 6. Esta reacción es catalizada por la enzima hexoquinasa en la mayoría de las células, y en los animales superiores, también por la glucoquinasa, en determinadas células como los hepatocitos (células del hígado). Esta reacción consume una molécula de ATP.
La principal razón que explica esta rápida fosforilación de la glucosa tras su entrada en la célula, es prevenir su difusión al exterior, ya que la fosforilación añade un grupo fosfato cargado que impide que la glucosa-6-fosfato pueda atravesar la membrana plasmática.

### Desde glucógeno
La glucosa-6-fosfato también puede ser producida durante la glucogenólisis, a partir de glucosa-1-fosfato, el primer producto generado en la hidrólisis de los polímeros de glucógeno.

## Destino 1: ruta de las pentosas fosfato
Cuando la tasa de NADP+:NADPH aumenta, el organismo debe promover la síntesis de NADPH, un agente reductor imprescindible en multitud de reacciones como la síntesis de ácidos grasos o la reducción de glutatión en los eritrocitos. Para ello, la glucosa-6-fosfato será deshidrogenada por medio de la enzima glucosa-6-fosfato deshidrogenasa, dando lugar a la primera reacción (reversible) de la ruta de las pentosas fosfato. Esta ruta generará más cofactor NADPH, así como ribulosa-5-fosfato, que actúa como fuente de carbono para la síntesis de otras moléculas. De igual forma, si el organismo necesita precursores de nucleótidos para la replicación del ADN o la síntesis de proteínas, la glucosa-6-fosfato también será deshidrogenada y entrará en la ruta de las pentosas fosfato.

## Destino 2: glucólisis
En el caso de que la célula necesite energía o compuestos carbonados para procesos de síntesis (anabolismo), la glucosa-6-fosfato entrará en la ruta de la glucólisis. En primer lugar, la glucosa-6-fosfato será isomerizada a fructosa-6-fosfato mediante la enzima glucosa-6-fosfato isomerasa. A continuación, sufrirá otra fosforilación que dará lugar a la fructosa-1,6-bisfosfato. Este paso es irreversible y por tanto, desde este punto, el organismo se asegura la obtención de energía en forma de ATP por la ruta glucolítica.

## Destino 3: almacenamiento en forma de glucógeno
Si los niveles de glucosa en sangre son elevados, el organismo activará los mecanismos necesarios para almacenar y retirar del torrente sanguíneo ese exceso de glucosa. Tras ser convertida en glucosa-6-fosfato, la glucosa-6-fosfato isomerasa la convertirá en su isómero glucosa-1-fosfato, el cual puede combinarse con UTP para formar UDP-glucosa. La UDP-glucosa es la forma activa necesaria para poder incorporarse a una molécula creciente de glucógeno, por medio de una reacción llevada a cabo por la enzima glucógeno sintasa. Este mecanismo de almacenaje de la glucosa es muy eficiente, ya que solo es necesario consumir 1 molécula de ATP para almacenar 1 molécula de glucosa, y prácticamente ningún gasto energético para recuperarla. Es importante señalar que la glucosa-6-fosfato es un activador alostérico de la glucógeno sintasa, lo cual tiene sentido desde el punto de vista de la regulación, ya que cuando los niveles de glucosa en sangre son altos, se debe promover el almacenaje de dicho exceso de glucosa en forma de glucógeno. Por otro lado, la glucógeno sintasa es inhibida cuando es fosforilada por una quinasa durante períodos de estrés o ante bajos niveles de glucosa en sangre (vía inducción hormonal por glucagón o adrenalina).
Cuando el organismo precisa glucosa con fines energéticos, la glucógeno fosforilasa, con la ayuda de un ortofosfato, puede hidrolizar las moléculas de glucosa del polímero de glucógeno. Cada molécula escindida lo hace en forma de glucosa-1-fosfato, que será convertida en glucosa-6-fosfato por medio de la glucosa-6-fosfato isomerasa. A continuación, el grupo fosfato de la glucosa-6-fosfato podrá ser eliminado tras la acción de la glucosa-6-fosfatasa, que dará lugar a glucosa. Esta glucosa libre podrá atravesar las membranas celulares y entrar en la corriente sanguínea para llegar a otras zonas del cuerpo.

## Destino 4: desfosforilación y liberación a la corriente sanguínea
Las células hepáticas expresan la enzima glucosa-6-fosfatasa, que elimina el grupo fosfato de la glucosa-6-fosfato producida en la ruta de la glucogenólisis o de la gluconeogénesis. Esta glucosa libre pasa a la corriente sanguínea donde podrá ser utilizada por otras células del organismo.

## véase también
- Glucosa
- Glucógeno
- Glucosa-1-fosfato
- Ruta de las pentosas fosfato
- Deficiencia de glucosa-6-fosfato deshidrogenasa